# Gymnocheta rufipalpis
Gymnocheta rufipalpis är en tvåvingeart som beskrevs av Brooks 1945. Gymnocheta rufipalpis ingår i släktet Gymnocheta och familjen parasitflugor.
Artens utbredningsområde är British Columbia. Inga underarter finns listade i Catalogue of Life.